# MATIF
Международный фьючерсный рынок Франции (фр. Marché à terme international de France — MATIF) — биржа созданная в 1985 году для защиты французских предприятий от изменений процентных ставок и колебаний валютного курса, на которой изначально стали вести операции с долгосрочными государственными облигациями. На данный момент MATIF является частью международной биржи Euronext.
После Второй мировой войны во Франции действовало семь фондовых бирж при абсолютном доминировании Парижской биржи (Paris Bourse). В 1988 году все французские биржи объединились в одну организацию. В 1986 году на Парижской бирже была установлена электронная торговая система САС. В результате формально существовали самостоятельные региональные биржи, но на деле действовала только одна биржа — Парижская. Отражением этой ситуации явилось название организации — Общество французских бирж — Парижская биржа (Société des Bourses Francaises — Paris Bourse). Переход от традиционных голосовых торгов освободил основной торговый зал, где на протяжении многих десятилетий совершались сделки. Его демонтировали 13 июля 1987 года, а на его месте начали работать две новые биржи: фьючерсная MATIF и опционная MONEP.
Законом от 11 июля 1985 года была создана фьючерсная биржа MATIF SA. MATIF была создана для защиты французских предприятий от изменений процентных ставок и колебаний валютного курса, на ней изначально стали вести операции с долгосрочными государственными облигациями. Этот рынок изначально контролировался и регулировался центральным банком.
В 1988 году в число операций, проводимых на этом рынке, были включены также срочные сделки с товарами (в том числе по кофе, какао и сахару). Фьючерсные контракты на сахар, картофель и кофе имели незначительный объём и не могли соревноваться с аналогичными лондонскими рынками. То есть небольшой объём операций и ограниченность участников лишали рынки кофе и какао-бобов на Парижской бирже МАТИФ международного статуса.
Инструменты, доступные на MATIF, включали фьючерсные контракты на долгосрочные (7-10 лет) облигации, процентные ставки, долгосрочные контракты на французский франк, ЭКЮ (после введения новой единой валюты — на евро), контракты на индекс CAC-40, иностранную валюту, фьючерсные контракты на сахар, рапсовое масло, пшеницу, картофель и кофе.
МАТИФ получала за каждую операцию по купле или продаже срочных контрактов по 6,25 франков, что позволило ей увеличить собственные фонды до 800 млн франков. В 1989 году Парижская биржа отменила фиксированные комиссионные. С тех пор величина комиссионных устанавливается по соглашению клиента и фирмы по ценным бумагам. В 1993 году через МАТИФ прошло 72 млн контрактов.
В 1990-е годы биржа демонстрировала весьма высокие темпы роста. Так, только за 1992 год количество заключённых на ней контрактов увеличилось на 50 %. В 1994 году общее количество контрактов только на биржевые индексы составило 7,5 млн.
В Европе в 1990-е гг шла конкурентная борьба между британской LIFFE, французской МАТИФ и немецкой ЭУРЕКС. Здесь имело место дублирование не только по часовому поясу, но и по предлагаемым инструментам. Например, и LIFFE и ЭУРЕКС предлагают контракты на немецкие облигации. Из соображений конкуренции LIFFE была вынуждена перенести вперёд время начала операций по контракту, чтобы компенсировать часовую разницу во времени между Великобританией и Германией. LIFFE и МАТИФ таким же образом дублировали друг друга по нескольким контрактам.
В 1997 году по объёму торговли фьючерсных контрактов, фьючерс на государственные облигации Франции биржи МАТИФ занимал 4 место.
В 1998 году торговый зал был закрыт и биржа полностью перешла на компьютерные торги. Осенью 1998 года Парижская биржа достигла договорённости с Чикагской товарной биржей (CME) о передаче электронной торговой системы для торговли вне зала. В свою очередь, Чикагская товарная биржа передала свою систему урегулирования расчётов. Таким образом, с 1999 года все Парижские рынки и CME работают в одном технологическом пространстве.
В том же 1999 году произошло формальное объединение Парижской биржи с двумя деривативными биржами MATIF SA, MONEP SA (реально они и так были тесно связаны с ней, а MONEP являлась её дочерней компанией), а также так называемым Новым рынком. Новая организация получила название ParisBourseSBF SA.
22 сентября 2000 года произошло слияние фондовых бирж Франции, Нидерландов и Бельгии. Новая биржа получила название Euronext.
В 2001 году Euronext NV приобрела английскую LIFFE (официальное название биржи после слияния стало Euronext.liffe), в сферу деятельности LIFFE (Euronext. LIFFE) постепенно, начиная с 2003 года перешли деривативные операции всех деривативных бирж четырёх стран. То есть все продукты, торговавшиеся на MATIF и MONEP,стали торговаться на Euronext.liffe.
В феврале 2002 года в состав Euronext вошла также Лиссабонская биржа. Четыре биржи, вошедшие в состав Euronext, являются её дочерними компаниями: Euronext Paris SA, Euronext Amsterdam NV, Euronext Brussels SA/NV, Euronext Lisbon SA.
Несмотря на наличие пяти бирж, входящих в Euronext, это единая организация с общей торговой системой, единым депозитарием и расчётной палатой.
В 2007 году объединительные процессы в области биржевого дела пошли ещё дальше. Биржа Euronext слилась с ведущей биржей мира NYSE. Но реально и NYSE, и Euronext работают автономно. У них по-прежнему совершенно разные торговые системы, разные члены, разные торгуемые инструменты и системы расчётов. На бирже кроме акций (французских и иностранных компаний) торгуются также государственные и корпоративные облигации, варранты, инвестиционные сертификаты, биржевые фонды (les trackers).
Многие годы во Франции для резидентов существовал специальный налог на операции с акциями и конвертируемыми облигациями (impôt de bourse), взимаемый как с покупателя, так и с продавца по ставке 0,3 % при сумме сделки менее 7667 евро и в виде твёрдой суммы в размере 23 евро при сделках на большую сумму. Налог не распространялся на нерезидентов, осуществляющих операции на бирже. Только в апреле 2008 года он был отменён.